# Minh Thọ, Hưng Yên
Minh Thọ là một xã thuộc tỉnh Hưng Yên, Việt Nam.

## Địa lý
Xã Minh Thọ nằm ở phía tây tỉnh Hưng Yên, có vị trí địa lý:
- Phía đông giáp xã A Sào.
- Phía tây giáp xã Ngọc Lâm và xã Nguyễn Du.
- Phía nam giáp xã Quỳnh Phụ và xã Đồng Bằng.
- Phía bắc giáp xã Khúc Thừa Dụ và xã Hồng Châu của thành phố Hải Phòng, có ranh giới tự nhiên là sông Luộc.

## Lịch sử
Ngày 16 tháng 6 năm 2025, Ủy ban Thường vụ Quốc hội ban hành Nghị quyết số 1666/NQ-UBTVQH15 về việc sắp xếp các đơn vị hành chính cấp xã của tỉnh Hưng Yên năm 2025. Theo đó, sắp xếp toàn bộ diện tích tự nhiên, quy mô dân số của các xã Quỳnh Hoa, Quỳnh Minh, Quỳnh Giao và Quỳnh Thọ thành xã mới có tên gọi là xã Minh Thọ.